# Robert Montgomerie
Robert Cecil Lindsay Montgomerie (* 15. Februar 1880 in London; † 28. April 1939 ebenda) war ein britischer Fechter.

## Erfolge
Robert Montgomerie nahm an fünf Olympischen Spielen teil: bei den Olympischen Spielen 1908 in London sicherte er sich mit Edgar Amphlett, Leaf Daniell, Cecil Haig, Martin Holt und Edgar Seligman die Silbermedaille im Mannschaftswettbewerb mit dem Degen. In der Einzelkonkurrenz verpasste er als Vierter knapp einen weiteren Medaillengewinn. 1912 wiederholte er in Stockholm mit Edgar Amphlett, John Blake, Percival Davson, Arthur Everitt, Cecil Haig, Martin Holt und Edgar Seligman den Mannschaftserfolg mit dem erneuten Gewinn die Silbermedaille in der Degenkonkurrenz. Im Einzel schied er mit dem Degen dieses Mal in der Halbfinalrunde aus. Mit dem Florett wurde er Achter. 1920 schied er in Antwerpen in den Einzelkonkurrenzen mit dem Degen und dem Florett in der Vorrunde aus, während er mit der Florett-Mannschaft Fünfter und der Degen-Equipe Siebter wurde. 1924 in Paris und 1928 in Amsterdam scheiterte Montgomerie sowohl in der Einzel- als auch der Mannschaftskonkurrenz mit dem Florett jeweils in der Vorrunde. 1924 nahm er außerdem mit dem Degen im Einzel- und dem Mannschaftswettbewerb teil und schied in beiden ebenfalls in der Vorrunde aus. Mit dem Florett wurde er 1905 sowie von 1908 bis 1910 britischer Meister, den Degentitel gewann er 1905, 1907, 1909, 1912 und 1914.